# Festa di san Giacomo a Caltagirone
La festa di san Giacomo (in siciliano A fest'i Sagnacupu) è un evento religioso che si svolge a Caltagirone, in provincia di Catania. È una delle feste religiose più importanti della provincia catanese.

## Storia
Viva Diu e Santu Jacupu gridavano un tempo i portatori del pesante fercolo di san Giacomo apostolo, patrono di Caltagirone dal 1090 per volere del conte Ruggero il Normanno, che volle erigere anche un tempio in suo onore. Dall'XI al XVI secolo la festa si svolgeva solo in chiesa, dov'era venerata una statua dell'apostolo realizzata nel 1518 da Vincenzo Archifel, orafo e scultore catanese, la stessa che ancora oggi viene portata in processione entro una bara dall'originale struttura architettonica, opera dello scultore napoletano Scipione di Guido, che in essa fuse in prefetto equilibrio le linee barocche con quelle dell'arte classica. La bara ha, infatti, la forma di un tempietto, che nei sei angeli sostenenti il tetto richiama alla mente l'Eretteo d'Atene con le sue cariatidi.
La prima festa esterna, celebrata con manifestazioni folkloristiche, artistiche e cerimonie religiose, si ebbe nel 1591.
Un tempo il fercolo veniva portato a spalla, accompagnato dal Senato Civico e dal popolo in festa, percorrendo le strade principali della città dalla mezzanotte del 24 luglio sino all'alba del 25.
Il fercolo inoltre era preceduto da una preziosa cassa argentea, realizzata dal 1599 al 1701 dai più noti argentieri del tempo, contenente, in un reliquario a forma di mano, una parte dell'osso del braccio di san Giacomo donata nel 1457 alla città natale da Giovanni Burgio, vescovo di Siponto. Era una manifestazione corale di fede con qualche divagazione edonistica, che faceva folklore ma non intaccava tuttavia la devozione sentita e mantenuta fervida nei secoli.

## Cronaca
Da anni non si ode più il grido Viva Diu e Santu Jacupu dei portatori: la sera del 25 luglio il fercolo e la cassa della reliquia fanno il giro della città su mezzi meccanici con lo stesso cerimoniale d'un tempo e qualche variante nello svolgimento.
In compenso il programma dei festeggiamenti s'articola e arricchisce di anno in anno di numerose manifestazioni artistiche, culturali, sportive e folcloristiche. Prima fra tutte, in ordine cronologico, la "serata alla villa", giorno 23, contrassegnata da concerti bandistici e da un fantasmagorico spettacolo di fuochi pirotecnici. Segue il corteo del Senato Civico (XVII secolo) che accompagna le autorità civili ai riti religiosi la sera del 24 e del 25 luglio. In costumi del Seicento, il corteo testimonia, nello sfarzo delle vesti dei suoi componenti, il prestigio che l'Universitas caltagironese aveva nel Regno per la vastità del patrimonio demaniale. Nelle sere del 24 e del 25 luglio viene effettuata l'illuminazione della scalinata di Santa Maria del Monte con lumiere ad olio entro coppi policromi, disposti a disegno lungo i centoquarantadue gradini, che la rendono un arazzo brulicante di luci. Non mancano, solitamente, mostre d'arte d'ogni genere, spettacoli folcloristici di tradizione come l'opera dei pupi, manifestazioni musicali coinvolgenti tutte le fasce d'età e i più diversi interessi.